# Seznam angleških arhitektov
Seznam angleških arhitektov.

## B
- Charles Barry
- George Basevi
- William Burges
- William Butterfield

## C
- William Chambers
- David Chipperfield
- Peter Cook

## E
- Joseph Emberton

## F
- Norman Foster
- Wendy Foster
- Colin Fournier
- Kenneth Frampton

## G
- John Gwynn

## H
- Zaha Hadid (Iračanka)
- Nicholas Hawksmoor

## J
- Inigo Jones
- Owen Jones
- Richard Jupp

## K
- William Kent

## L
- Denys Lasdun
- Berthold Lubetkin (1901 – 1990) (rusko-angleški)
- Edwin Lutyens (1869 - 1944)

## M
- William Morris

## N
- John Nash

## P
- John Pawson
- Joseph Paxton
- August Pugin (Augustus Welby Northmore)

## R
- Richard Rogers

## S
- Gilbert Scott
- Mátyás Seiber
- Dennis Sharp (1933–2010)
- Sir Robert Smirke
- Alison Smithson
- Peter Smithson
- John Soane

## V
- John Vanbrugh
- Charles Voysey

## W
- Alfred Waterhouse
- William Wilkins
- Colin Alexander St John ("Sandy") Wilson (1922–2007)
- John Wood
- Christopher Wren
- Thomas Wright